# Udo Undeutsch
Udo Undeutsch, född den 22 december 1917 i Weimar, död den 16 februari 2013 i Köln, var en tysk psykolog med specialisering på vittnespsykologi. Undeutsch var en av pionjärerna inom det forskningsområde som kallas utsageanalys, alltså att en målsägandes eller ett vittnes utsaga eller berättelse om en påstådd händelse analyseras i detalj för att bedöma tillförlitligheten.
Undeutsch studerade psykologi vid Jena universitet. Han promoverades 1940 och året efter erhöll han sin psykologlegitimation. 1946 började han undervisa i psykologi som docent vid universitetet i Mainz. 1951 utsågs han till professor vid Kölns universitet och han blev 1963 prefekt (chef) vid Kölns universitets psykologiska institution.
1981 fick Undeutsch Förbundsrepubliken Tysklands förtjänstorden (Bundesverdienstkreuz).
Undeutsch förespråkade användandet av lögndetektorer.